# Hamad bin Isa Al Khalifa
Ḥamad bin ʿĪsā Āl Khalīfa (in arabo حمد بن عيسى آل خليفة‎? ; Riffa, 28 gennaio 1950) è l'attuale re del Bahrein (dal 2002), in precedenza (dal 1999) emiro.

## Biografia
In gioventù ha frequentato la Leys School a Cambridge (Inghilterra), e successivamente alcune accademia militari nel Regno Unito (alla Reale accademia militare di Sandhurst) e negli Stati Uniti (a Fort Leavenworth). Il 16 febbraio 1979 è stato nominato cavaliere dell'Ordine di San Michele e San Giorgio del Regno Unito.
Dopo essere succeduto a suo padre, Isa bin Salman Al Khalifa, come emiro, Ḥamad ha introdotto nel regno una serie di riforme politiche, tra cui il rilascio di tutti i prigionieri politici, la concessione di diritti politici alle donne (compreso il diritto di voto) e lo svolgimento di elezioni parlamentari.
Nel 2002 si è autoproclamato re del Paese. Nello stesso anno, ha preso posizione contro l'azione degli Stati Uniti nei confronti dell'Iraq.
Da sua moglie e cugina di primo grado, sceicca Sabika bint Ibrahim Al Khalifa, ha avuto sei figli: Salman bin Hamad bin Isa Al Khalifa il 21 ottobre 1969, sceicco ʿAbd Allāh il 30 giugno 1975, sceicco Khalīfa il 4 giugno 1977 e sceicca Najla il 20 maggio 1981. Il figlio più giovane del re, lo sceicco quindicenne Faysal bin Hamad Al Khalifa, è morto in un incidente stradale il 13 gennaio 2006.
Il re ha un grande interesse per la conservazione del patrimonio e si impegna inoltre in diverse attività e hobby, inclusi la falconeria, il golf, la pesca, il tennis e il calcio. Il suo profondo interesse per i cavalli arabi lo ha portato a organizzare le scuderie Amiri nel giugno 1977, che sono state successivamente registrate nell'Organizzazione mondiale dei cavalli arabi nel settembre 1978.
Il re è anche noto per avere ospitato nel 2006 Michael Jackson, dopo che il cantante si era autoesiliato dagli Stati Uniti a causa del processo per abusi ai danni di minori.

## Discendenza
Con la prima moglie, Sabika bint Ibrahim Al Khalifa, ha avuto tre figli e una figlia:
- Principe ereditario Salman (1969);
- Sceicco Abdullah (1975);
- Sceicco Khalifa (1977);
- Sceicca Najla (1981).

Con la seconda moglie Sheia bint Hassan Al Khrayyesh Al Ajmi ha avuto due figli:
- Sceicco Nasser (1987);
- Sceicco Khalid (1989).

Con la terza moglie Hessa bint Faisal Al Marri ha avuto due figlie e un figlio:
- Sceicco Faisal (1991-2006);
- Sceicca Noura (1993);
- Sceicca Munira (1996).

Con la quarta moglie Manal bint Jabor Al Naimi ha avuto due figlie e un figlio:
- Sceicca Hessa (1993);
- Sceicco Sultan (1997);
- Sceicca Rima (2002).

## Ascendenza
|                               |                               |                                           | Genitori                         |  |  | Nonni |  |  | Bisnonni                 |  |  | Trisnonni              |  |
|                               |                               |                                           |                                  |  |  |       |  |  | Hamad bin Isa Al Khalifa |  |  | Isa bin Ali Al Khalifa |  |
|                               |                               |                                           |                                  |  |  |       |  |  | Hamad bin Isa Al Khalifa |  |  | Isa bin Ali Al Khalifa |  |
|                               |                               | Haya bint Muhammad Al Khalifa             |                                  |  |  |       |  |  | Hamad bin Isa Al Khalifa |  |  |                        |  |
| Salman bin Hamad Al Khalifa   |                               |                                           |                                  |  |  |       |  |  | Hamad bin Isa Al Khalifa |  |  |                        |  |
|                               |                               | una figlia di Salman bin Duaij Al Khalifa | Salman bin Duaij Al Khalifa      |  |  |       |  |  |                          |  |  |                        |  |
|                               |                               | una figlia di Salman bin Duaij Al Khalifa | Salman bin Duaij Al Khalifa      |  |  |       |  |  |                          |  |  |                        |  |
|                               |                               | una figlia di Salman bin Duaij Al Khalifa | …                                |  |  |       |  |  |                          |  |  |                        |  |
| Isa bin Salman Al Khalifa     |                               | una figlia di Salman bin Duaij Al Khalifa |                                  |  |  |       |  |  |                          |  |  |                        |  |
|                               |                               | Hamad bin Abdullah Al Khalifa             | Abdullah Al Khalifa              |  |  |       |  |  |                          |  |  |                        |  |
|                               |                               | Hamad bin Abdullah Al Khalifa             | Abdullah Al Khalifa              |  |  |       |  |  |                          |  |  |                        |  |
|                               |                               | Hamad bin Abdullah Al Khalifa             | …                                |  |  |       |  |  |                          |  |  |                        |  |
| Mouza bint Hamad Al Khalifa   |                               | Hamad bin Abdullah Al Khalifa             |                                  |  |  |       |  |  |                          |  |  |                        |  |
|                               |                               | …                                         | …                                |  |  |       |  |  |                          |  |  |                        |  |
|                               |                               | …                                         | …                                |  |  |       |  |  |                          |  |  |                        |  |
|                               |                               | …                                         | …                                |  |  |       |  |  |                          |  |  |                        |  |
| Hamad bin Isa Al Khalifa      |                               | …                                         |                                  |  |  |       |  |  |                          |  |  |                        |  |
|                               | Ibrahim bin Khalid Al Khalifa | Khalid bin Ali Al Khalifa                 |                                  |  |  |       |  |  |                          |  |  |                        |  |
|                               | Ibrahim bin Khalid Al Khalifa | Khalid bin Ali Al Khalifa                 |                                  |  |  |       |  |  |                          |  |  |                        |  |
|                               | Ibrahim bin Khalid Al Khalifa | …                                         |                                  |  |  |       |  |  |                          |  |  |                        |  |
| Salman bin Ibrahim Al Khalifa | Ibrahim bin Khalid Al Khalifa |                                           |                                  |  |  |       |  |  |                          |  |  |                        |  |
|                               |                               | Haya bint Salman Al Khalifa               | Salman bin Isa Al Khalifa Al Haj |  |  |       |  |  |                          |  |  |                        |  |
|                               |                               | Haya bint Salman Al Khalifa               | Salman bin Isa Al Khalifa Al Haj |  |  |       |  |  |                          |  |  |                        |  |
|                               |                               | Haya bint Salman Al Khalifa               | Aisha bint Ali Al Khalifa        |  |  |       |  |  |                          |  |  |                        |  |
| Hessa bint Salman Al Khalifa  |                               | Haya bint Salman Al Khalifa               |                                  |  |  |       |  |  |                          |  |  |                        |  |
|                               |                               | …                                         | …                                |  |  |       |  |  |                          |  |  |                        |  |
|                               |                               | …                                         | …                                |  |  |       |  |  |                          |  |  |                        |  |
|                               |                               | …                                         | …                                |  |  |       |  |  |                          |  |  |                        |  |
| …                             |                               | …                                         |                                  |  |  |       |  |  |                          |  |  |                        |  |
|                               |                               | …                                         | …                                |  |  |       |  |  |                          |  |  |                        |  |
|                               |                               | …                                         | …                                |  |  |       |  |  |                          |  |  |                        |  |
|                               |                               | …                                         | …                                |  |  |       |  |  |                          |  |  |                        |  |
|                               |                               | …                                         |                                  |  |  |       |  |  |                          |  |  |                        |  |